# Impératrice Qi
L'Impératrice Qi (chinois : 奇皇后), aussi connue sous le nom mongol de Ölzii Khutag (mongol (écriture mongole) : ᠥᠯᠵᠡᠶᠢᠬᠤᠲᠤᠭ, khalkha : Өлзий хутаг) et le nom coréen d'Impératrice Gi ou encore le nom maternel coréen de Impératrice Ki (hangeul : 기황후 hanja : 奇皇后), 1315-1369/70 est l'une des femmes de l'empereur Togoontomor de la dynastie Yuan, et la mère du Khan Ayourshiridhara.
Elle est issue d'une famille aristocratique de Goryeo, aujourd'hui en Corée, et intègre le cercle impérial en tant que concubine.